# Concha Espina
Concha Espina, född 14 maj 1869 i Santander, död 19 maj 1955 i Madrid, var en spansk författare.
Espina föddes i Santander, där hon som 19-åring publicerade sina första dikter och där tacksamma landsmän hedrade henne med gåvan av en park, som bär hennes namn. I romanen Altar Mayor (1926), ett av hennes bästa verk, har hon också ägnat sin hemtrakt en glänsande skildring. Efter en resa i Sydamerika, där hon gifte sig men snart blev änka, måste hon vända sig till litteraturen som inkomstkälla och utgav efter sin återkomst till Spanien ett betydande antal romaner med skildringar av spanskt landsortsliv och spansk natur. Hennes romer gav henne många beundrare, särskilt bland Spaniens kvinnor, och hon har också vunnit ett flertal litteraturpris. En av hennes främsta romaner, La esfinge maragata (1914), översattes till svenska av R. Fridholm under titeln Mariflor. Samme författare har även översatt El metal de los muertos (1921, "De dödas metall" 1925). Ett annat av hennes mera kända verk är dramat El Jayón (1918).